# Motore entrofuoribordo

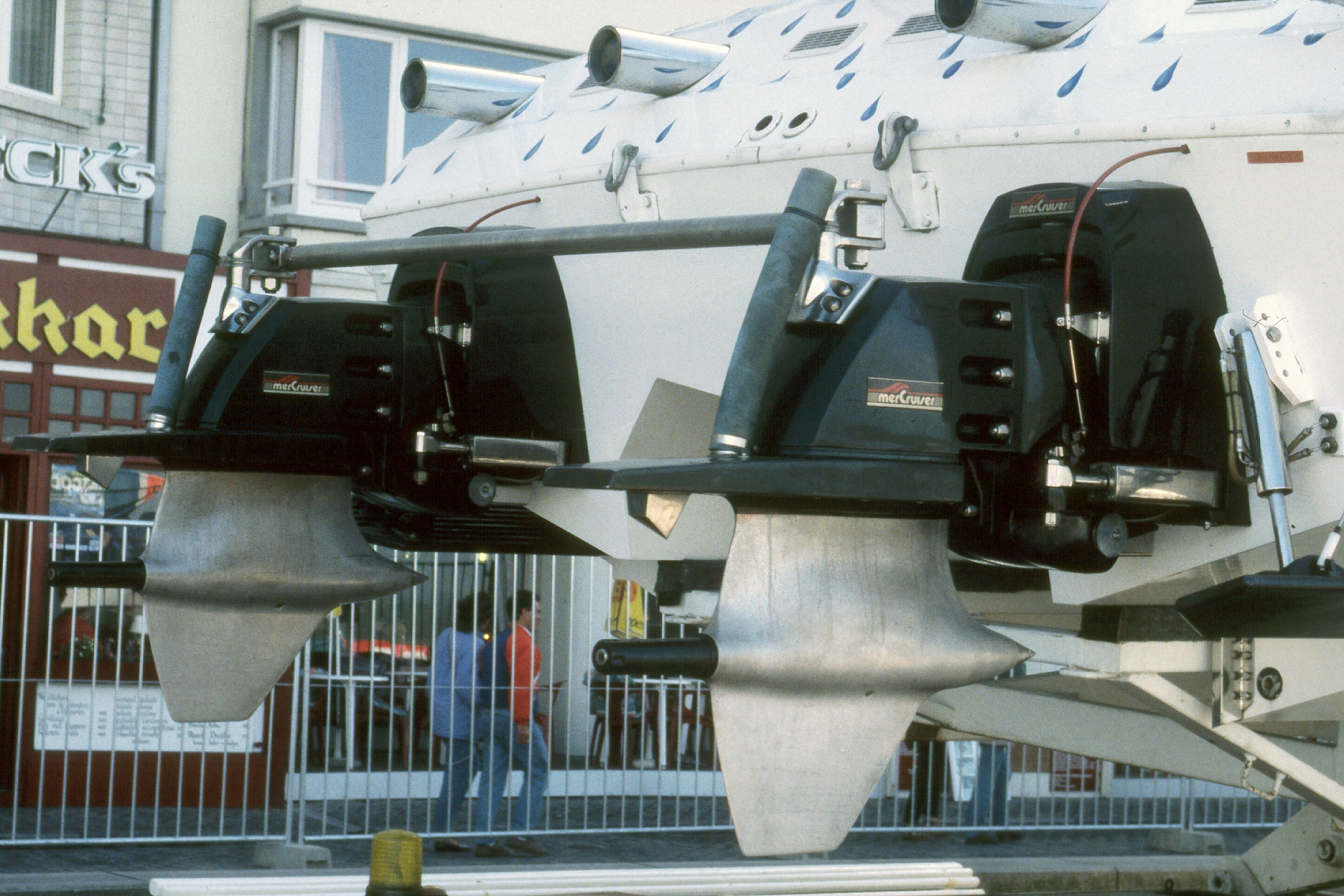
Una coppia di piedi poppieri Mercruiser

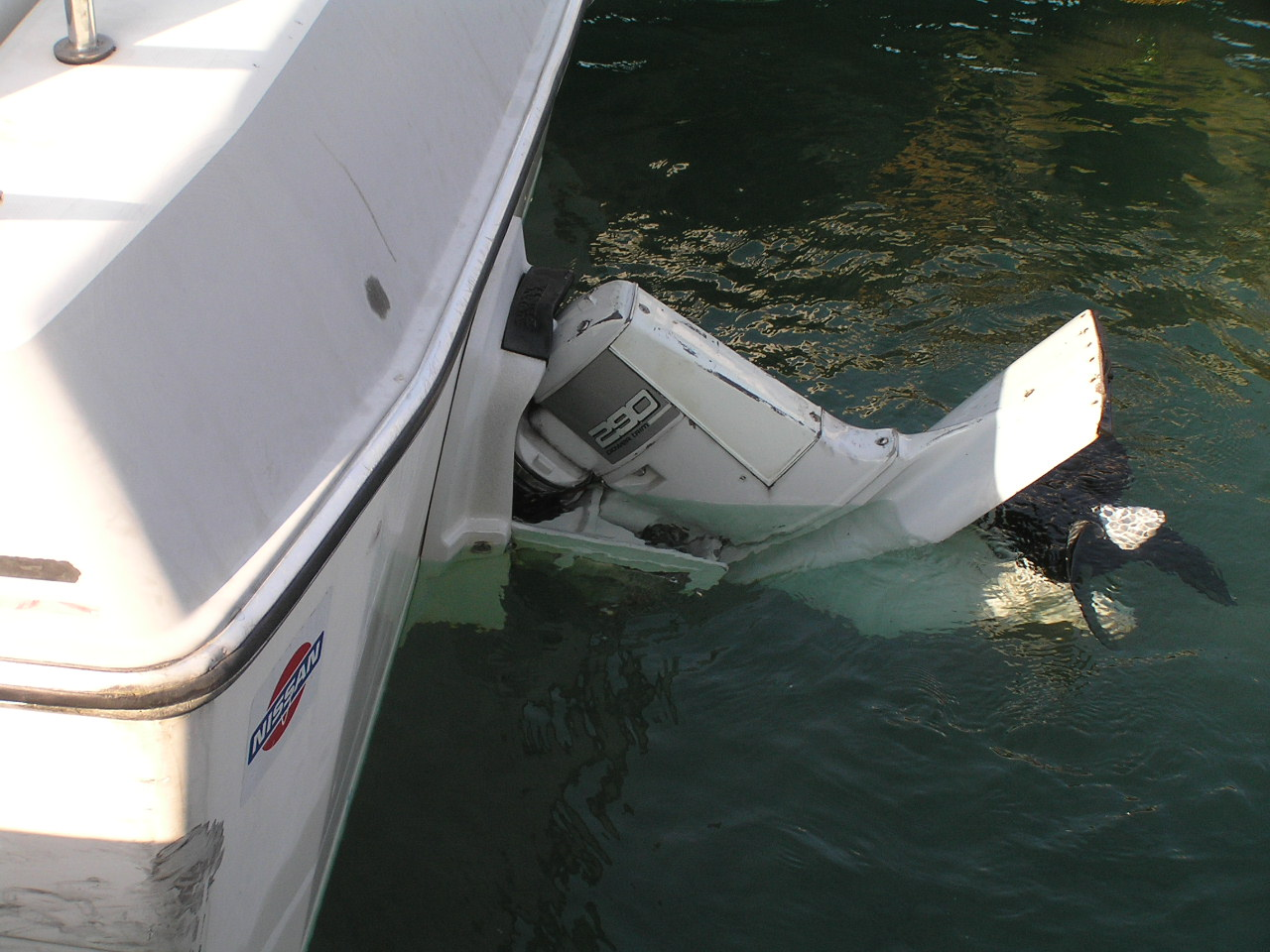
Un motore entrofuoribordo

Il motore entrofuoribordo è un motore marino a scoppio a benzina o diesel studiato specificatamente per uso nautico all'interno di barche e motoscafi di piccole e medie dimensioni, generalmente fino ad un massimo di circa 15 m. Viene accoppiato necessariamente al gruppo poppiero (l'elemento posto fuoribordo) che racchiude gli ingranaggi di trasmissione e l'elica, tramite giunto cardanico.

## Architettura dei motori
I motori entrofuoribordo sono a più cilindri, solitamente diesel ma anche a benzina, con potenze da 100 a oltre 1600 cv. Rispetto ai motori in linea d'asse hanno il pregio di essere più maneggevoli e di poter accedere ad acque poco profonde potendo alzare il piede, ma il difetto di essere più costosi (anche in termini di manutenzione).

## Aziende produttrici
- BMW Marine
- FNM
- Ilmor
- Mercruiser
- NanniDiesel
- Yanmar
- Vetus
- Volvo Penta
- Outboard Marine Corporation